# Porte-Joie
Porte-Joie település Franciaországban, Eure megyében. Lakosainak száma 108 fő (2018. január 1.). Porte-Joie Andé, Connelles és Herqueville községekkel határos.

## Népesség
A település népességének változása:
| Lakosok száma | 110  | 109  | 215  | 108  | 108  |
|               | 2013 | 2015 | 2016 | 2017 | 2018 |